# Usmajac
Usmajac es una localidad del estado mexicano de Jalisco. Es parte del municipio de Sayula.

## Demografía
| Gráfica de evolución demográfica |
|                                  |

| Censo | Población |
| ----- | --------- |
| 1900  | 3 090     |
| 1910  | 2 298     |
| 1921  | 2 656     |
| 1930  | 2 690     |
| 1940  | 2 933     |
| 1950  | 3 537     |
| 1960  | 3 123     |
| 1970  | 4 000     |
| 1980  | 4 630     |
| 1990  | 5 643     |
| 2000  | 6 297     |
| 2010  | 7 269     |
| 2020  | 8 317     |